# Damien Derobert
Damien Derobert (9 de mayo de 1981) es un deportista francés que compitió en duatlón. Ganó una medalla de plata en el Campeonato Mundial de Duatlón de 2009.

## Palmarés internacional
| Campeonato Mundial | Campeonato Mundial        | Campeonato Mundial | Campeonato Mundial |
| Año                | Lugar                     | Medalla            | Prueba             |
| ------------------ | ------------------------- | ------------------ | ------------------ |
| 2009               | Concord ( Estados Unidos) | Medalla de plata   | Individual         |